# Сафриди
Сафридите (Trachurus) са род хищни соленоводни пасажни риби от семейство сафридови. 

## Таксономия
Сафридът е от семейство Сафридови (Carangidae), което е в близка родственост със семействата на лефера и на лаврака. 

## Видове и разпространение
Съществуват над 15 вида, които са разпространени в Атлантическия океан, Тихия океан, Индийския океан и в прилежащите им морета. Сафридите мигрират, като пътуват на север през лятото и могат да достигнат чак до норвежкото крайбрежие на Северно море през септември. На север сафридът зимува по ръба на континенталния шелф от Ирландия към Бискайския залив, Северно море и Ламанша.
В Черно море се среща подвидът черноморски сафрид (Trachurus mediterraneus ponticus), който се храни с хамсия, цаца, попчета и ракообразни. В зависимост от средата, която обитава, сафридът достига размер до 45 cm.

## Стопанско значение
Няма забранен сезон за улов на сафрид поради твърде дългия размножителен период. Минималният размер, допустим за улов, е 12 cm. 100-грамовите рибки са обикновено с дължина около 23 cm. Сафридът не трябва да бъде голям. Към момента сафридът е на второ място по количество промишлен улов в Черно море след цацата. Сафридът има дълга продължителност на живота – достига до 15 години, като за това време може да достигне до 35 – 40 cm дължина и да натрупа около 500 g телесна маса. Най-големият сафрид е уловен в Торбей, Англия и е тежал 1,5 kg.

## Описание
Главата му е голяма и е приблизително една четвърт от общата дължина на рибата. Когато сафридът е току-що уловен, кожата на горната част на тялото и главата са тъмно сиво-сини и със зеленикави оттенъци; долната част на тялото и главата са сребристо бели, с метален блясък и виолетов оттенък, а коремът е бял. Тъмното петно на ръба на капака на хрилете е друга отличителна маркировка на сафрида. Ситният сафрид наричат граца, а едрия – хаймана. 